# Nomi Kolodny
Nomi Kolodny, in ebraico נעמי קולודני‎? (San Paolo, 5 marzo 1982), è un'ex cestista brasiliana naturalizzata israeliana.
Alta 171 cm, giocava come playmaker.

## Carriera
Con Israele ha disputato due edizioni dei Campionati europei (2007, 2009).